# Krastjo Pischurka

Krastjo Stojanow Pischurka (1856)

Krastjo Stojanow Pischurka (auch Krastjo Stoyanov Pishurka geschrieben, bulgarisch Кръстьо Стоянов Пишурка; * 1823 Wraza oder  in Lom; † 6. Januar 1875 ebenda) war ein bulgarischer Theaterregisseur und Schauspieler sowie Gelehrter und Schriftsteller aus der Zeit der bulgarischen nationalen Wiedergeburt.

## Leben

### Kindheit und Jugend
Krastjo Pischurka wurde in der im Balkangebirge gelegene Stadt Wraza 1823 geboren. Die meisten Quellen sprechen von einer Familie von Schriftstellern, aus der er stammen soll. Für andere Quellen ist die familiäre Herkunft Krastjo Pischurkas ungewiss.
Aus seiner frühen Kindheit wird überliefert, dass sich die Bewohner seines Dorfes bei einem Überfall in Zisternen geflüchtet hätten. Dieser Überfall wird mit dem russisch-türkischen Krieg (1828–1829) in Verbindung gebracht. Krastjo Pischurka soll gerettet und anschließend in der Ukraine von einem weißrussischen Offizier aufgezogen worden sein.
Er besuchte die elementare Klosterschule in Wraza und studierte später an der griechischen Schule in Plowdiw mit Abschluss an der griechischen Schule in Istanbul.

### Wirken

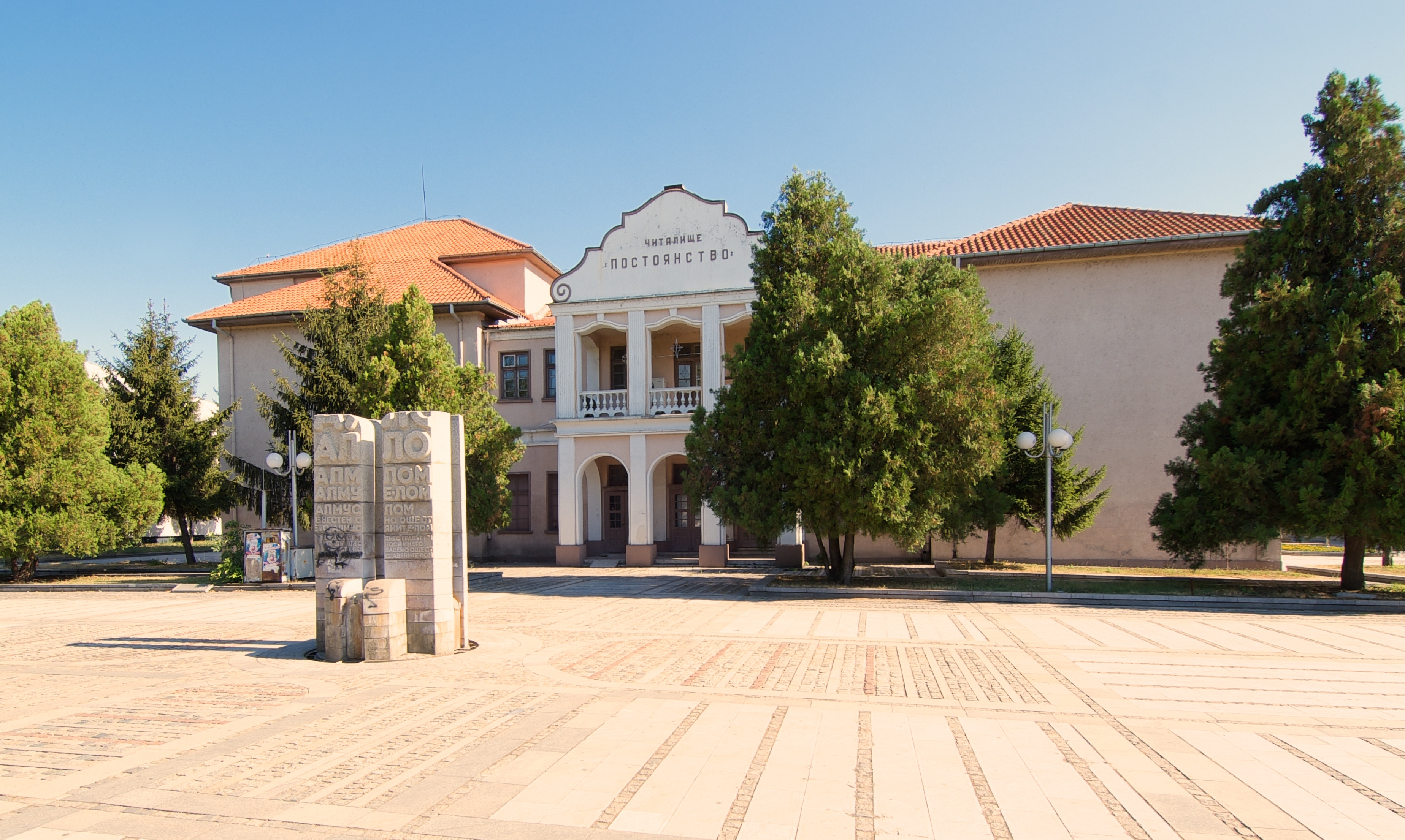
Das von Krastjo Pischurka gegründete Tschitalischte in Lom

Er war einer der ersten bulgarischen Regisseure und Schauspieler. 1856 gründete er das Tschitalischte in Lom. Da Frauen nicht als Schauspielleinen auftreten durften, übernahm Pischurka die Rolle der Genowewa (aus dem Bulg. Многострадална Геновева) bei der Uraufführung des Melodrams am 30. Novemberjul. / 12. Dezember 1856greg. in Lom. Hier gründete er 1857 die Erste Bulgarische Frauenvereinigung. Während der Vorbereitungen zu der Aufführung Welisarij (aus dem Bulg. Велизарий), wurde Krastjo Pischurka wegen „Hervorrufung patriotischer Gefühle“ von der Osmanischer Obrigkeit verhaftet und zu drei Monaten Kerker verurteilt.
Nachdem er aus Lom vertrieben worden war, übernahm er ein Lehramt in Widin. 1862 kehrte er nach Lom zurück, wo er 1872 eine Buchhandlung eröffnete.
Krastjo Pischurka hinterließ ein umfangreiches literarisches Werk, übersetzte und bulgarisierte Dramen und Novellen. Er war Mitarbeiter folgender Zeitungen und Zeitschriften: Zarigradski westnik, Makedonija, Zornitza, Tschitalischte und Utschiliste.

### Werke (Auswahl)
- Аделаида, алпийската пастирка, 1857
- Сбор от български песни, 1864
- Опелото на Исуса Христа, 1869
- Изпаднал търговец или смъртна жертва, 1870
- Момина китка или книга за секого, Übersetzung aus dem Französischen eines Stückes von Jeanne-Marie Leprince de Beaumont, 1870
- Куткудячка или разни морални стихове и приказки, 1871
- Рахилин плач, Übersetzung aus dem Serbischen, 1872

### Ehe und Nachkommen
In Lom heiratete er Angelina. Sie engagierte sich gemeinsam mit ihrem Mann im Kontext der Bulgarischen Wiedergeburt. 1858 gründete sie in Lom den ersten bulgarischen Frauenverein.
Sie hatten fünf Kinder: Maria, Alexander Krastjo, Viktoria, Stephan und Grosdanka. Maria verstarb schon als Kind. Alexander Krastjo beteiligte sich an den Vorbereitungen zum Aprilaufstand. Als Freiwilliger der bulgarischen Landwehr fiel er in der Schlacht am Schipkapass. Viktoria heiratete den Lehrer und Schriftsteller Dimiter Marinov in Lom. Stephan emigrierte nach Leipzig und gründete dort eine Familie. Er war mit Konstantin Jireček befreundet. Grosdanka selbst hatte keine Nachkommen, sie zog die jüngste Tochter ihrer Schwester Viktoria auf.

## Rezeption

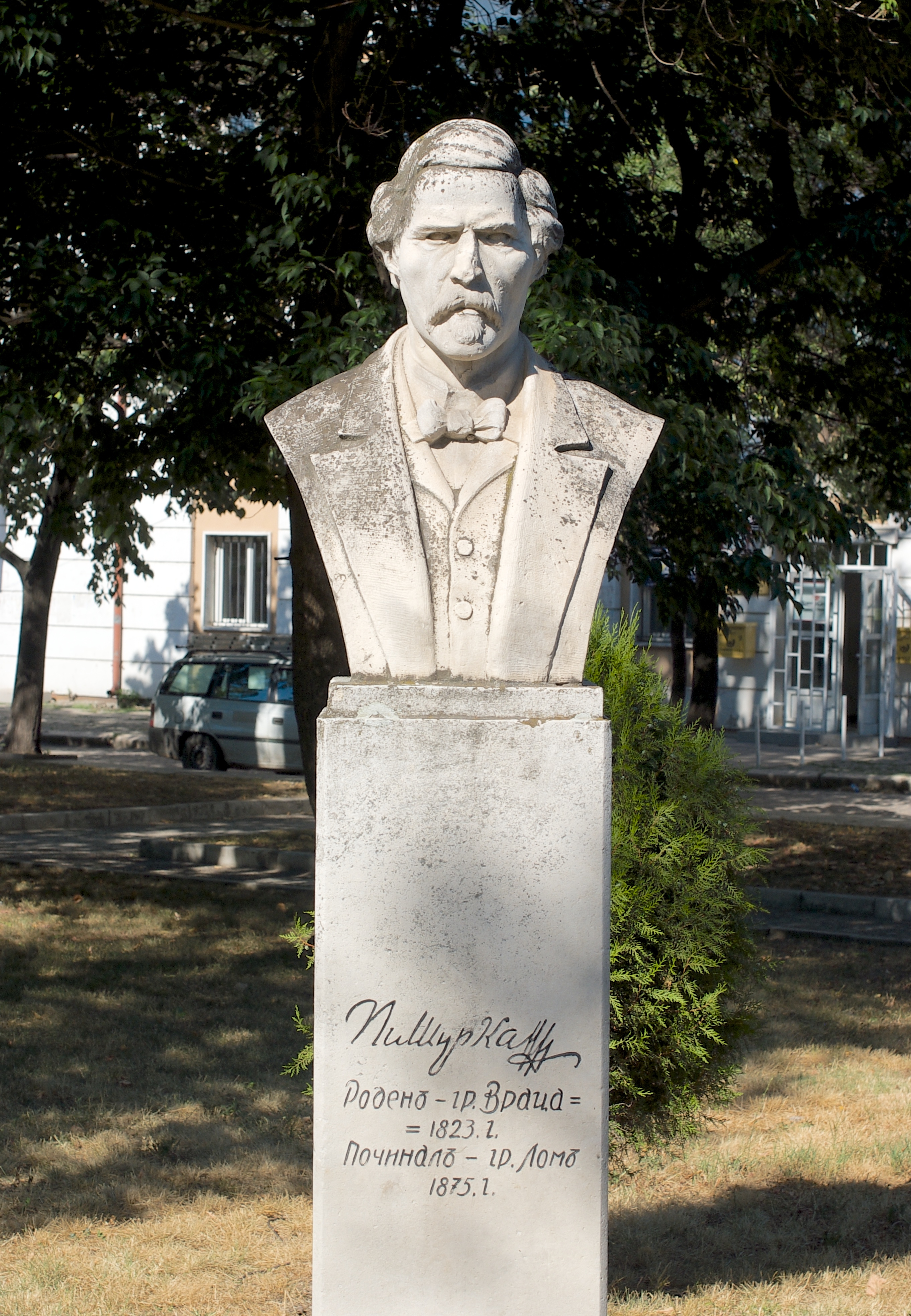
Denkmal Krastjo Pischurkas in Lom

1933 wurde auf dem Platz vor dem Tschitalischte in Lom ein Denkmal für ihn eingeweiht. Während der Sozialistischen Ära wurde eine Ortschaft südlich von Lom nach ihm benannt. In Lom wird er heute mit einem jeweils Ende September stattfindenden Theaterfestival geehrt.